# Ornithogalum concinnum
Ornithogalum concinnum là một loài thực vật có hoa trong họ Măng tây. Loài này được Salisb. mô tả khoa học đầu tiên năm 1796.